# 지구 최후의 밤
《지구 최후의 밤》(중국어: 地球最後的夜晚)은 2018년 개봉한 중국의 드라마 영화이다. 비간이 감독과 각본을 맡았다. 2018 칸 영화제 주목할 만한 시선 초청작이다.

## 출연

### 주연
- 탕웨이
- 황각

### 조연
- 실비아 창
- 리훙치